# Levi ibn al-Tabban
Levi ben Jacob ibn al-Tabban est un poète et grammairien hébraïque andalou du début du XIIe siècle. 

## Éléments biographiques
Levi ibn al-Tabban a vécu à Saragosse. Son ami et jeune contemporain, Juda Halevi, le considérait comme le « Roi de la poésie, » mais ce jugement n'est pas partagé par tous ; Al-Ḥarizi fait référence, dans son énumération des poètes contemporains à « Levi et Jacob [ce qui semble être une corruption de Levi ben Jacob] ibn Tabban, faiseurs de vers qui tressent la poésie comme la paille. » 
Il semble également avoir été un grammairien de renom, et est mentionné par Abraham ibn Ezra dans la préface au Moznaïm de ce dernier. Son disciple le plus illustre est Isaac ibn Barun, l'un des représentants les plus éminents de la philologie comparée des langues sémitiques (en l'occurrence, l'hébreu et l'arabe) du Moyen Âge.

## Œuvre
Levi ibn al-Tabban est l'auteur d'un traité grammatical en arabe, appelé MiftaḦ (La Clef), dont seul le titre a été préservé.
Un grand nombre de ses poèmes liturgiques a été inclus dans la liturgie des jours de fête par les communautés de Tripoli, d'Avignon et d'Algérie ; elles sont généralement identifiables par ses acrostiches caractéristiques, Levi ben Yaaqov ou Ani Levi. L'atmosphère mélancolique qui se dégage de son poème pénitentiel inclus dans le livre de prières des Juifs de Tripoli, ainsi que le récit des misères qu'il contient, très similaire à une élégie, montre qu'Ibn al-Tabban l'a composé dans une période de persécutions contre les Juifs. Plusieurs de ses compositions sont également marquées par ces circonstances. Il s'agit vraisemblablement d'allusions à la dévastation de la province de Saragosse par les chrétiens sous les ordres d'Alfonso VI, dont la progression triomphante entraîna la venue de Youssef Ibn Tachfin (premier calife de la dynastie berbère des Almoravides) depuis l'Afrique pour enrayer cette avancée.